# Attentat de 1987 à Vientiane
 (janvier 2023).
L'attentat de 1987 à Vientiane est un attentat à la bombe survenu le 9 mars 1987 à 6 h 0 du matin au centre culturel soviétique de Vientiane, au Laos. L'attaque aurait été une tentative d'assassinat contre Edouard Chevardnadze, qui devait arriver à une réunion diplomatique plus tard dans la journée,,. Les responsables ont déclaré qu'un garde laotien avait été tué et un autre blessé par l'explosion, tandis que le bâtiment de trois étages n'avait subi que des dommages mineurs.

## Réactions
- Union soviétique : Peu après l'événement, le porte-parole soviétique Gennady I. Gerasimov (en) a déclaré lors d'un point de presse : "Nous n'avons que des informations assez préliminaires sur une explosion au centre de la ville. Nous n'avons aucune information sur les causes et les résultats. Chevardnadze a visité la ville malgré la bombe."
- Laos : Phanethong Phommahaxay, chef par intérim du service de presse du ministère laotien des Affaires étrangères, a accusé le gouvernement thaïlandais d'avoir envoyé un exilé armé pour mener l'attaque[4].